# Tuyết thổi
Tuyết thổi (tiếng Anh: blowing snow)
là tuyết được nâng lên từ mặt đất bởi gió, ở độ cao 8 feet (2 mét) trở lên, làm giảm khả năng hiển thị. Tuyết thổi có thể đến từ tuyết rơi hoặc tuyết đã tích tụ trên mặt đất nhưng được thổi và thổi bay bởi gió mạnh. Đây là một trong những đòi hỏi cổ điển của một cơn bão tuyết. Mã METAR của nó là BLSN. Nếu tuyết vẫn dưới 8 feet (2 m), nó sẽ được gọi là tuyết quét Drifting snow (mã METAR DRSN). Tuyết đang bị thổi bay có thể trôi dạt xuống.

## Hình thành
Có 3 cách để sinh ra tuyết thổi:

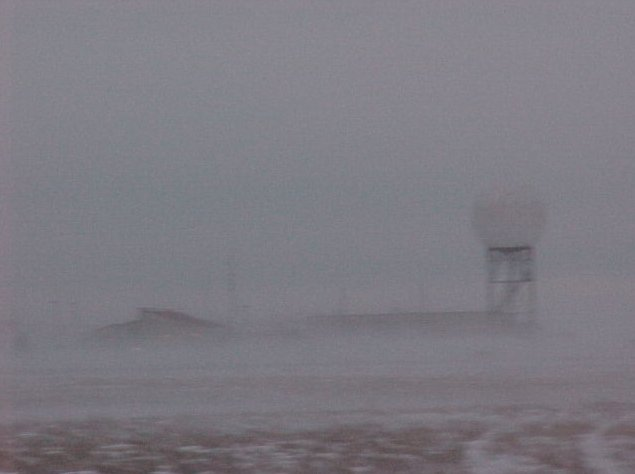
Tầm nhìn giảm khi tuyết thổi trong bão tuyết mặt đất

1.Trong điều kiện bình lưu ngang, gió thổi qua bề mặt của trái đất với rất ít nếu có bất kỳ chuyển động lên trên quy mô lớn.
2. Trong các điều kiện bình lưu thẳng đứng, gió có chuyển động lên trên quy mô lớn nâng tuyết vào bầu khí quyển tạo ra những đợt sóng trôi lên đến 500 mét chiều cao.
3. Trong điều kiện phối hợp nhiệt cơ học, các cuộn xoáy đối lưu lớn hình thành trong bầu khí quyển và bão tuyết có thể được quan sát từ không gian với các cuốn đối lưu tạo sóng tuyết trôi dạt (hay còn gọi là tuyết nổi sóng)  giống như dải băng tuyết của hồ hoặc đại dương. Các điều kiện khắc nghiệt có thể nhanh chóng chôn một ngôi nhà hai tầng và làm cho việc hít thở rất khó khăn nếu không muốn nói là không thể nếu gặp phải ở ngoài trời.